# حركة دع مورينو تلعب
حركة دع حركة مورينو يلعب (بالإسبانية: Movimiento Dejen Jugar al Moreno)‏ هي حزب سياسي في كولومبيا أسسه كارلوس مورينو دي كارو. في الانتخابات التشريعية التي جرت في 10 مارس 2002، فاز الحزب كواحد من العديد من الأحزاب الصغيرة بالتمثيل البرلماني. في انتخابات عام 2006، لم يفز الحزب بأي مقاعد.

## روابط خارجية
- الديمقراطية عن بعد: انتخابات 2006 (Portalcol.com) (معلومات حول قائمة الحزب لمرشحي مجلس الشيوخ الكولومبي، بالإسبانية).